# NGC 7411
NGC 7411 é uma galáxia elíptica (E) localizada na direcção da constelação de Pegasus. Possui uma declinação de +20° 14' 12" e uma ascensão recta de 22 horas, 54 minutos e 34,8 segundos.
A galáxia NGC 7411 foi descoberta em 13 de Setembro de 1863 por Albert Marth.